# Marie Hermanson
Marie Hermanson (ur. 9 maja 1956 w Göteborgu) – szwedzka pisarka i dziennikarka.
Wychowywała się w Sävedalen. W Göteborgu studiowała dziennikarstwo, literaturoznawstwo i socjologię (m.in. Wyższa Szkoła Dziennikarstwa). Podczas studiów odbywała praktykę w göteborskim szpitalu psychiatrycznym. Następnie pracowała jako dziennikarka. Zadebiutowała w 1986 zbiorem opowiadań Det finns ett hål i verkligheten (wydawnictwo Albert Bonnier). Łącznie opublikowała osiem powieści. Tłumaczenia wydano w 22 krajach, m.in. w Niemczech, Holandii, Danii, Norwegii, Islandii, Grecji, Włoszech, Rosji, Czechach, Egipcie i Polsce. W 1995 nominowana do Augustpriset (za Värddjuret). Ma męża i dwójkę dzieci (dorosłe).

## Twórczość
- Det finns ett hål i verkligheten, 1986
- Snövit, 1990
- Tvillingsystrarna, 1993
- Värddjuret, 1995
- Plaża Muszli (Musselstranden, 1998, przekład na j. polski: Bratumiła Pawłowska, ISBN 978-83-7453-775-9)
- Ett oskrivet blad, 2001
- Hembiträdet, 2004
- Mannen under trappan, 2005
- Svampkungens son, 2007
- Rajska Dolina (Himmelsdalen, 2011, przekład na j. polski: Elżbieta Frątczak-Nowotny, ISBN 978-83-241-4620-8)
- Skymningslandet, 2014